# 瑞巖城堡
瑞巖城堡（波斯語： arg -e- rāyen）是一座位于伊朗東南部克爾曼省的土坯式城堡。这座保存完好的中世纪的瑞巖城堡与已于2003年12月的地震中摧毁的巴姆古城極其相似。瑞巖城堡体现了位于沙漠中的城堡的所有建筑特征。
瑞巖城堡直到150年之前仍然有人居住，并被认为至少有1000年的历史，也许它是建于萨珊帝国时期。
瑞巖城堡体现了位于沙漠中的城堡的所有建筑特征。考虑众多的自然灾害已经摧毁了位于它附近的许多相似的建筑，瑞巖城堡算是保存得良好。
萨珊帝国是古代波斯王统治的国家的名字，它包括了如今伊朗的大部分地区，被认为是第二波斯帝国，从224年到651年，直到最后一位萨珊王，伊嗣埃三世，在一场持续了14年的对抗阿拉伯帝国的战争中战败。萨珊帝国时期被认为是伊朗最重要的历史时期之一。